# Lamentin
Lamentin (Guadeloupe-Kreolisch: Manten oder Lamanten) ist eine Gemeinde mit 18.437 Einwohnern (Stand 1. Januar 2022) im französischen Überseedépartement Guadeloupe.

## Geografie
Lamentin liegt im nördlichen Teil der Insel Basse-Terre. Die Burg, die einst zum Schutze der Siedlung errichtet wurde, steht an der Meeresbucht namens Baie du Grand Cul-de-Sac marin. Die drei Inseln, die zum Gemeindegebiet gehören, heißen Christophe, Fajou und Caret.

## Geschichte
Eine erste urkundliche Erwähnung stammt aus dem Jahr 1720. Je nach zeitlicher Epoche hieß der Ort auch du Lamentin oder Lamantin.
Im 18. Jahrhundert hielt die Plantagenwirtschaft Einzug. Es wurde damit begonnen, Kaffee, Kakao und andere Produkte anzubauen.
Im Jahr 1920 zog ein Tropischer Wirbelsturm die Ortschaft in Mitleidenschaft. Die Kirche, der Justizpalast und das Verwaltungsgebäude wurden infolge der Zerstörung vom Architekten Ali Tur rekonstruiert.
| Bevölkerungsentwicklung | Bevölkerungsentwicklung | Bevölkerungsentwicklung | Bevölkerungsentwicklung | Bevölkerungsentwicklung | Bevölkerungsentwicklung | Bevölkerungsentwicklung | Bevölkerungsentwicklung | Bevölkerungsentwicklung |
| ----------------------- | ----------------------- | ----------------------- | ----------------------- | ----------------------- | ----------------------- | ----------------------- | ----------------------- | ----------------------- |
| Jahr                    | 1961                    | 1967                    | 1974                    | 1982                    | 1990                    | 1999                    | 2006                    | 2012                    |
| Einwohner               | 8.840                   | 8.919                   | 9.643                   | 9.885                   | 11.334                  | 13.434                  | 15.738                  | 15.624                  |